# Alcirona niponia
Alcirona niponia är en kräftdjursart som beskrevs av Richardson 1909. Alcirona niponia ingår i släktet Alcirona och familjen Corallanidae. Inga underarter finns listade i Catalogue of Life.